# Zestoa Kirol Bazkuna
El Zestoa Kirol Bazkuna es un club deportivo de España, de la localidad de Cestona (Guipúzcoa). 

## Historia
El club fue fundado en 1976. Se trata de una entidad polideportiva que cuenta con secciones de alpinismo, atletismo, ciclismo, fútbol y pelota vasca. El nombre del club, Zestoa Kirol Bazkuna, quiere decir Sociedad Deportiva Cestona en euskera.
Su sección de fútbol ha jugado tradicionalmente en las categorías regionales guipuzcoanas, aunque en una ocasión alcanzó la Tercera división española. Fue en 2001 y logró mantenerse un año en dicha categoría, descendiendo de nuevo al finalizar la temporada en 19.º lugar. 
La temporada 2006-07 quedó tercero en la Liga Preferente de Guipúzcoa, a las puertas de disputar el ascenso a la Tercera división española.

## Uniforme
- Uniforme titular: Camiseta blanca, pantalón negro y medias blanquinegras.

Segundo uniforme: Camiseta azul oscuro, pantalón negro, y medias blanquinegras

## Estadio
En 2004 se inauguró el nuevo campo de fútbol de Cestona (Guipúzcoa)  que vino a sustituir al campo de fútbol de Zubiaurre, donde jugaba el club desde 1985.
El nuevo campo de fútbol es de hierba artificial (el antiguo era de gravilla). Se encuentra situado en el barrio de Iraeta de Cestona (Guipúzcoa), a varios kilómetros de distancia del núcleo del pueblo.
Se trata de un campo de fútbol de 107x69 metros.

## Datos del club
- Temporadas en 1ª: 0
- Temporadas en 2ª: 0
- Temporadas en 2ªB: 0
- Temporadas en 3ª: 1
- Mejor puesto en la liga: 19.º (Tercera división, Grupo IV, temporada 01-02)

### Categorías del Zestoa KB
- 1976-01: Categorías regionales (Federación Guipúzcoana).
- 2001-02: 3.ª División.
- 2002-act: Categorías regionales (Federación Guipúzcoana).

- Datos: Q9097662